# Parc national de Taganaï
Le parc national de Taganaï (en russe : национальный парк « Таганай » ; natsionalny park « Taganaï ») est un parc national russe fondé le 5 mars 1991. Il se trouve dans la partie méridionale de l'Oural aux monts Taganaï qui se trouve dans l'oblast de Tcheliabinsk, au nord-est de Zlatooust.

## Caractéristiques
Le parc national de Taganaï conserve des systèmes écologiques non touchés par l'homme, que ce soit dans la toundra de montagne, les alpages, ainsi que dans la forêt, témoin d'époques géologiques antérieures.
Le parc fait partie de la réserve de biosphère des montagnes de l'Oural depuis 2018.

## Hydrologie
La ligne de partage des eaux des affluents de deux bassins les plus importants de la fédération de Russie passe par le parc, entre les monts Yourma et le Grand Taganaï. Ce sont les bassins de la Kama et de la Volga (Europe) et celui de l'Ob et de l'Irtych (Asie).

## Statistiques
- Superficie : 568 km2
- Longueur nord-sud : 52 km
- Largeur est-ouest : de 10 à 15 km
- 21 % de la zone sont strictement protégés et 59 % sont accessibles aux randonneurs

## Climat
La durée sans gel est de 70 à 105 jours par an avec des températures maximales atteignant +38 °C et minimales atteignant -50 °C. Les précipitations moyennes annuelles varient entre 500 et 1 000 mm. L'enneigement est de 160 à 190 jours par an entre début novembre et début avril.

## Flore et faune
La forêt recouvre 90 % du territoire. Elle est constituée de conifères et de bouleaux. On répertorie 687 espèces de plantes dans le parc dont une dizaine sont endémiques de l'Oural.
Les mammifères sont représentés par 46 espèces, dont le loup, l'ours brun, le lynx, le sanglier, l'élan, le castor et le rat musqué; les oiseaux par 126 espèces dont les rares faucon pèlerin et aigle royal ; les reptiles par 5 espèces et les amphibiens par 3 espèces.

## Quelques vues

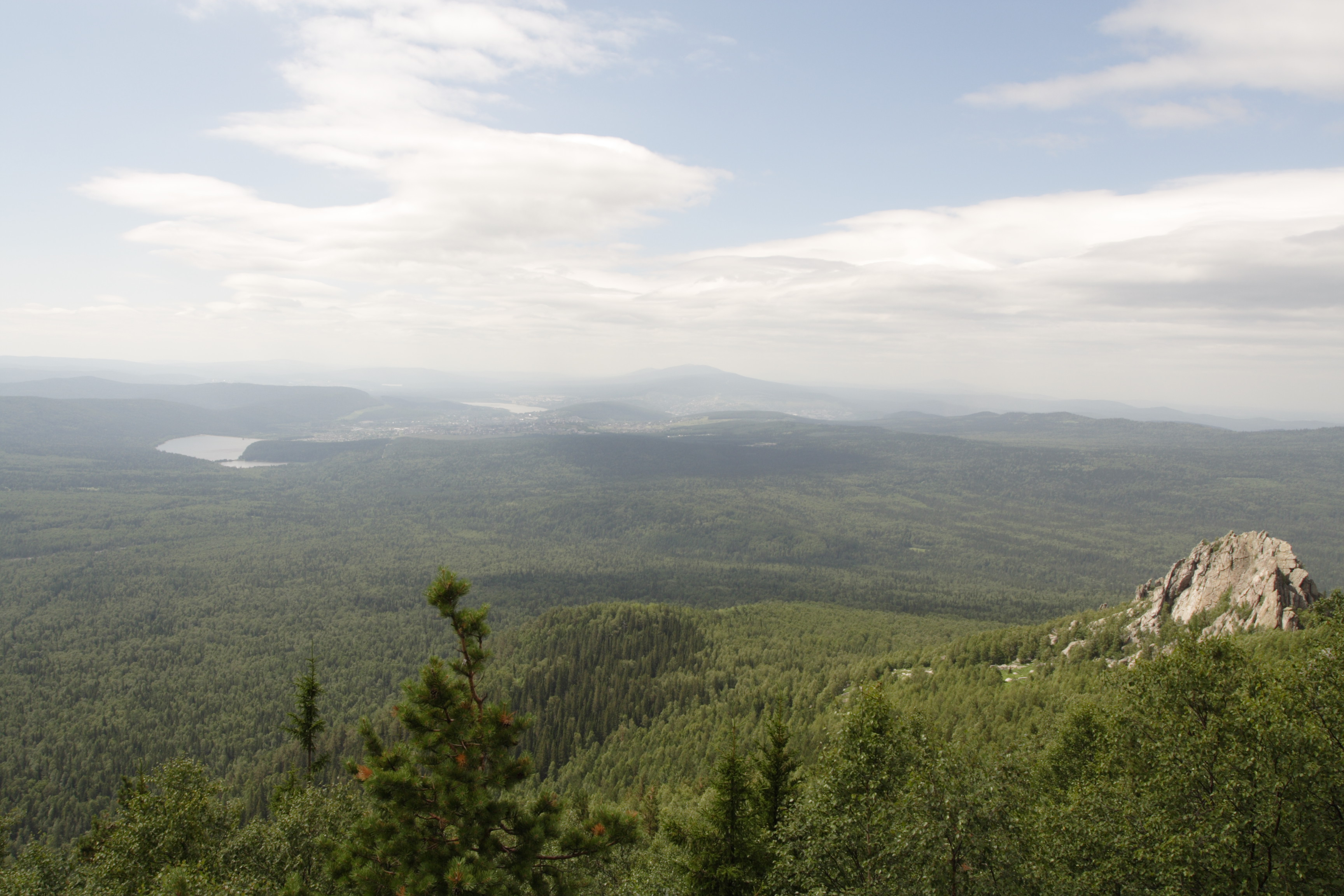
Vue des hauteurs du parc national.
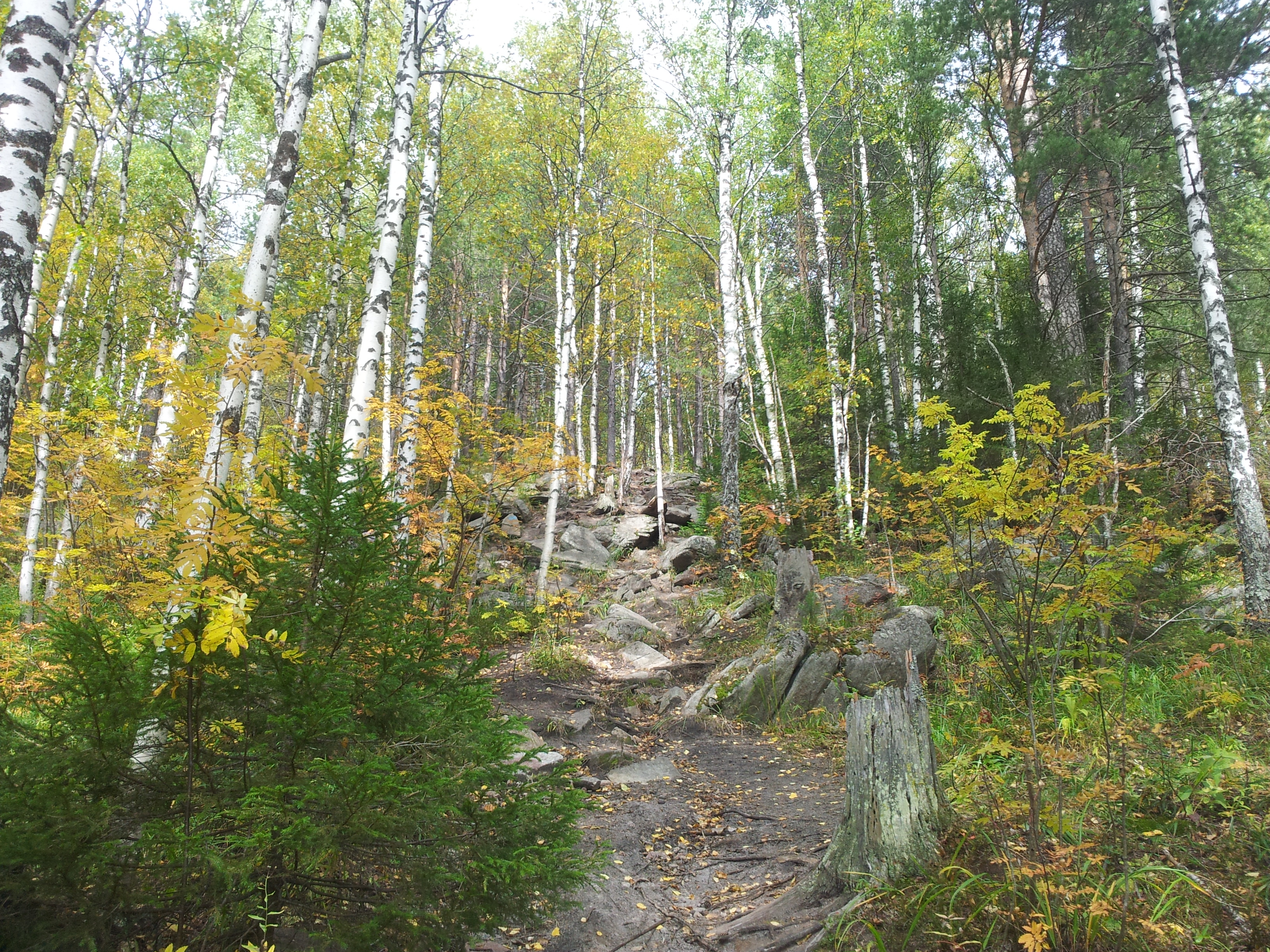
Végétation sur le versant Sud de la Dvouglavaïa Sopka.
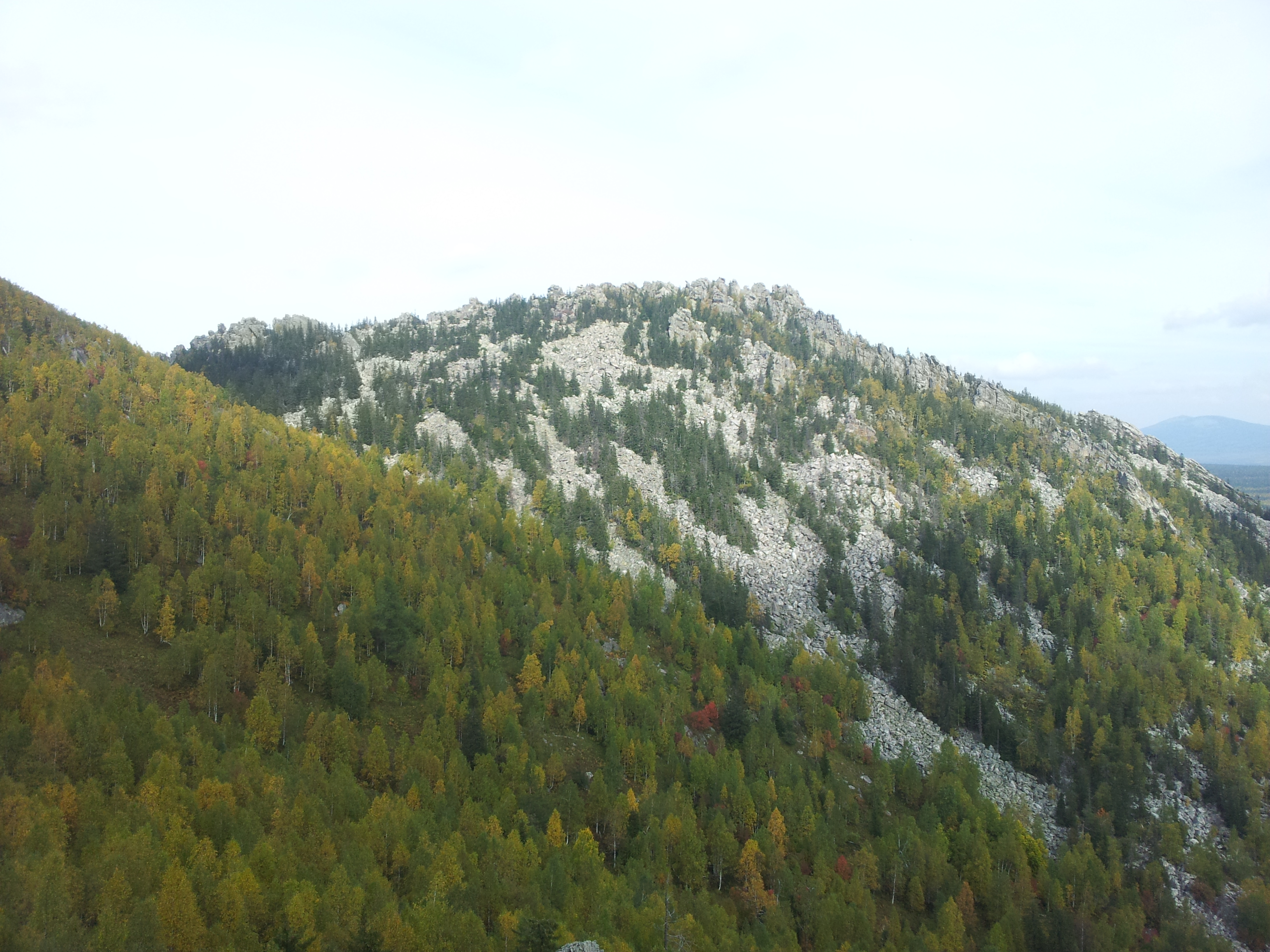
Pic de la Dvouglavaïa Sopka (nord).
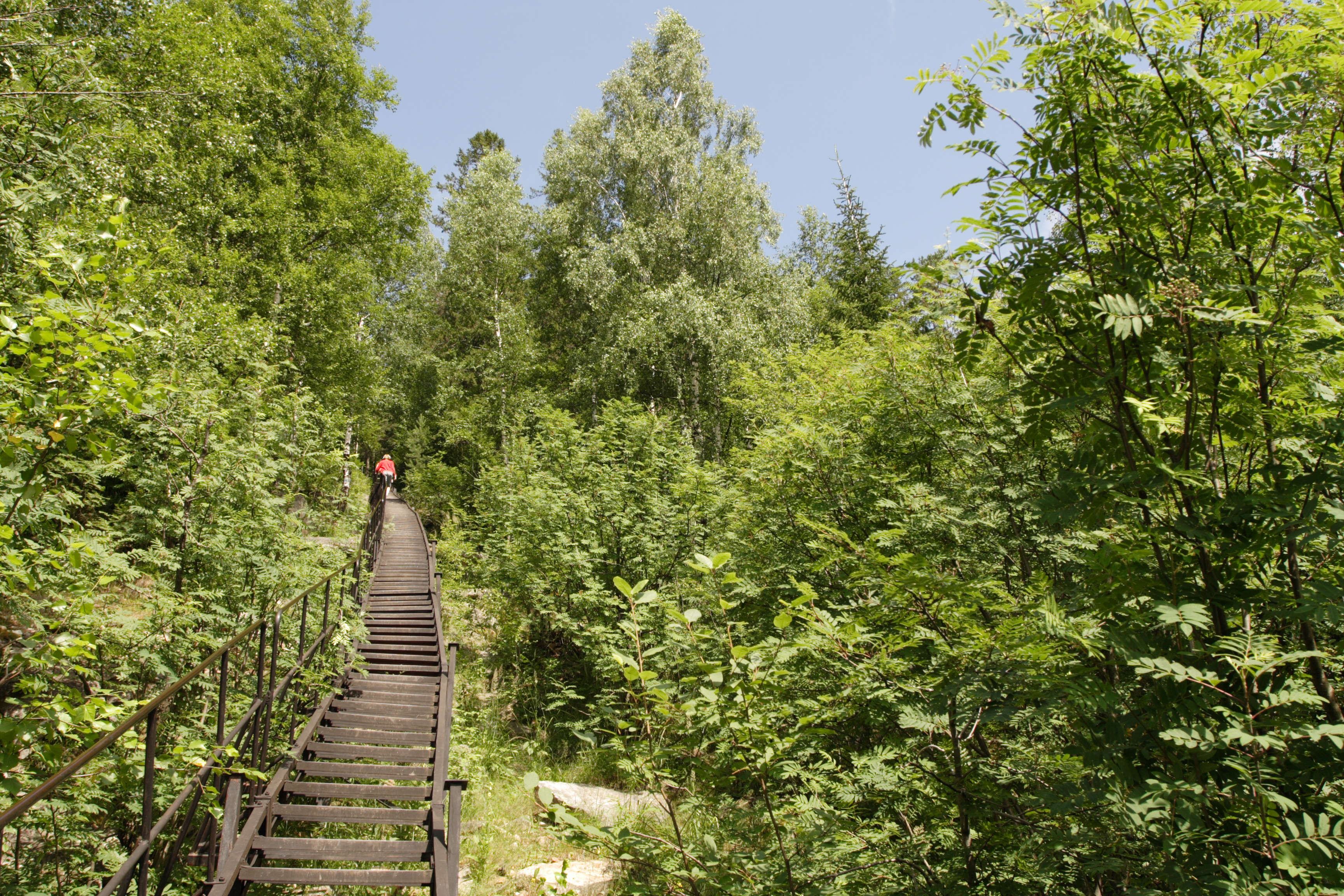
Passage en escaliers dans le parc national.
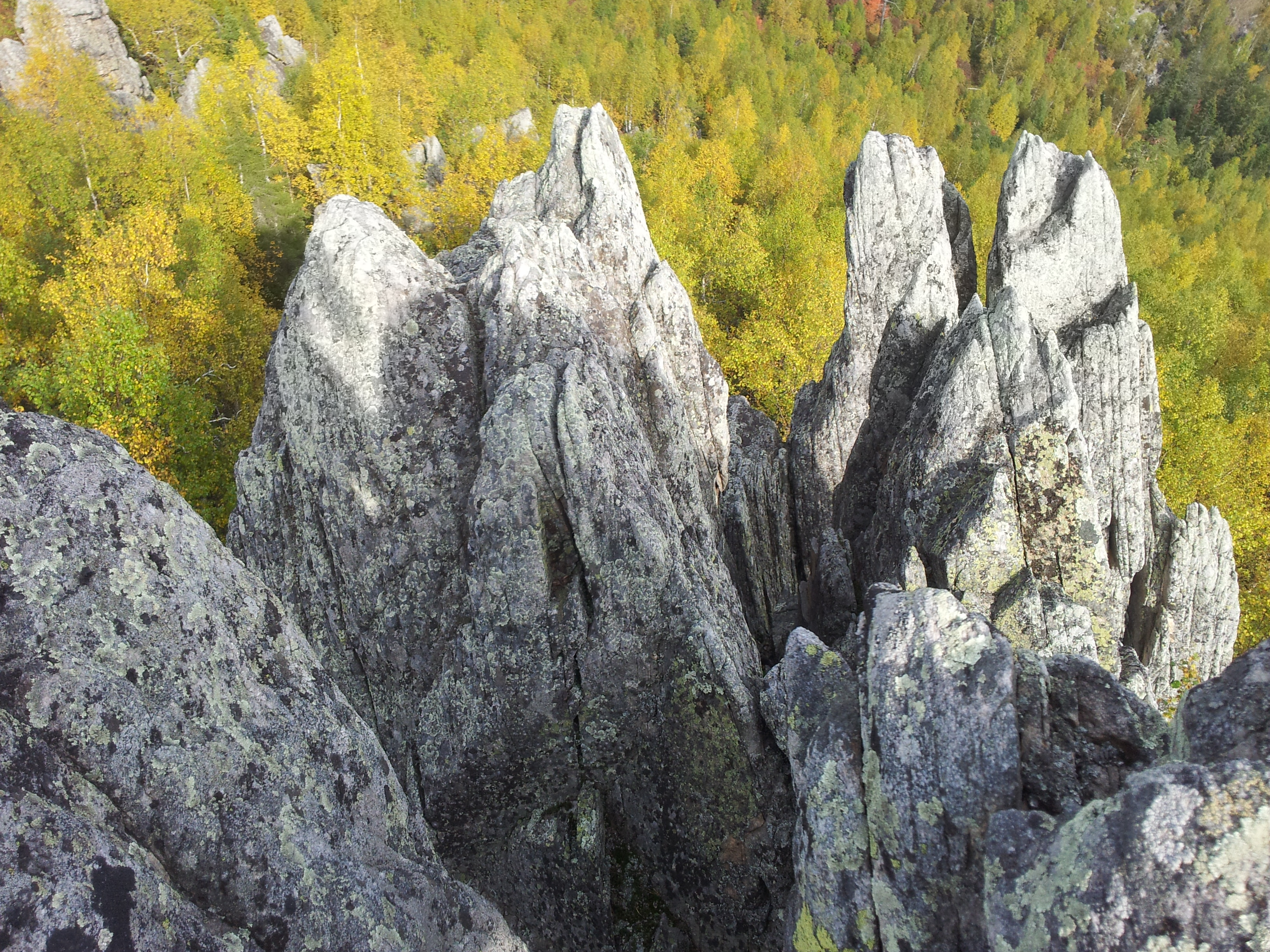
Formations rocheuses sur la Dvouglavaïa Sopka.
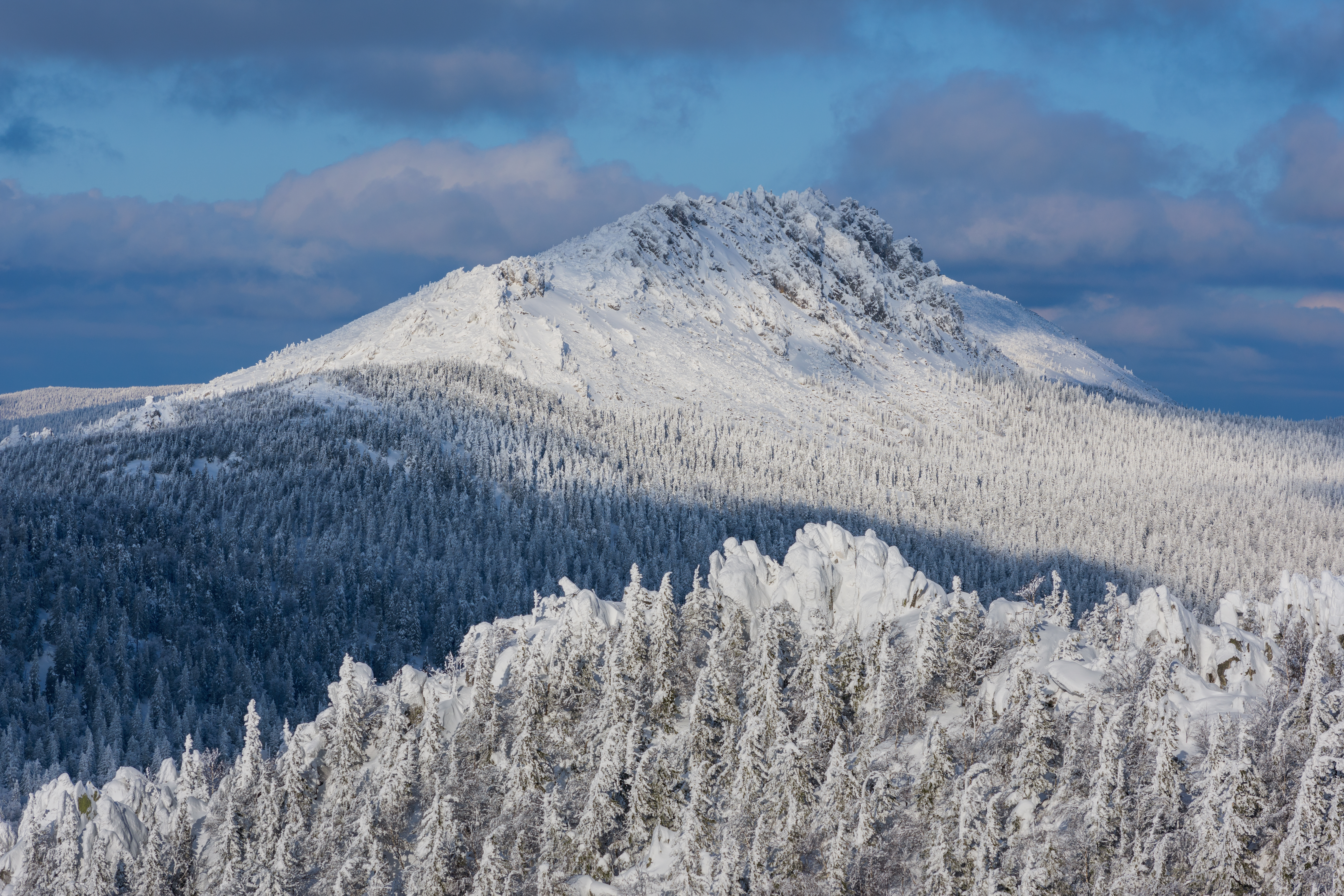
Откликной Гребень (ru) dans le parc national de Taganaï. Février 2020.

## Source
- (ru) Cet article est partiellement ou en totalité issu de l’article de Wikipédia en russe intitulé « Таганай (национальный парк) » (voir la liste des auteurs).